# Sphecodes equator
Sphecodes equator är en biart som beskrevs av Joseph Vachal 1904. Sphecodes equator ingår i släktet blodbin, och familjen vägbin. Inga underarter finns listade i Catalogue of Life.